# Cecilia Salvai
Cecilia Salvai, född den 2 december 1993 i Pinerolo, är en italiensk fotbollsspelare.

## Karriär
Cecilia Salvai inledde sin seniorkarriär i Canavese år 2008. Efter spel i bland annat Lugano och Torino värvades hon 2016 av ACF Brescia. 2017 kontrakterades hon av Juventus FC. Hon har även representerat det italienska damlandslaget där hon debuterade år 2012.